# Tajemnice horyzontu
Tajemnice horyzontu – album wydany przez Władysława Komendarka. Ukazał się w 1992 roku dzięki wytwórni Polton.

## Lista utworów
1. "Polowanie w Puszczy Białej"
2. "Ranek nad Wisłą"
3. "Droga do Sahary"
4. "Bitwa robotów"
5. "Modlitwa Inków"
6. "Krople rosy"
7. "Opętanie"
8. "Podwodny spacer"
9. "Leśna przechadzka"
10. "Sen shoguna"
11. "Pogoń za laserem"
12. "Budowa nowego świata"
13. "Obiegowa gra"